# Медаль Роберта Милликена
Медаль Роберта Милликена (англ. Robert A. Millikan Medal) — научная награда, которая вручается лицам, внесшим значительный вклад в преподавание физики. Эту награду в честь выдающегося американского физика Роберта Милликена основала в 1962 году Американская ассоциация учителей физики (ААВФ). Лауреаты выступают с речью на Летних сборах ААВФ и получают денежную премию, медаль Милликена, соответствующий ей сертификат, а также компенсацию расходов на проезд к месту Летних сборов. Самовыдвижение кандидатур на эту медаль не предусмотрено. Предпочтение в выборе лауреатов отдают членам ААВФ. 

## Награжденные медалью Милликена
| Год  | Лауреат                     | Образовательное учреждение                      |
| ---- | --------------------------- | ----------------------------------------------- |
| 2020 | Дэвид М. Кук                | Университет Лоуренса                            |
| 2019 | Том Гринслейд               | Колледж Кеньон                                  |
| 2018 | Кайл Форинаш                | Юго-Восточный Индианский университет            |
| 2017 | Кеннет Хеллер               | Миннесотский университет                        |
| 2016 | Стефен Помпи                | Национальная обсерватория оптической астрономии |
| 2015 | Роберт Морс                 | Вашингтонская школа святого Альбана             |
| 2014 | Евгения Валентиновна Эткина | Рутгерский университет                          |
| 2013 | Харви Гоулд                 | Университет Кларка                              |
| 2012 | Филипп Сэдлер               | Гарвард-Смитсоновский центр астрофизики         |
| 2011 | Брайан Джонс                | Колорадский университет                         |
| 2010 | Патриция Геллер             | Миннесотский университет                        |
| 2009 | Артур Эйзенкрафт            | Массачусетский университет (Бостон)             |
| 2008 | Эрик Мазур                  | Гарвардский университет                         |
| 2007 | Дэвид Соколофф              | Орегонский университет                          |
| 2006 | Артур Гобсон                | Университет Арканзаса                           |
| 2005 | Джон Ригден                 | Университет Вашингтона в Сент-Луисе             |
| 2004 | Кеннет Крейн                | Университет штата Орегон                        |
| 2003 | Фред Голдберг               | Университет штата Калифорния в Сан-Диего        |
| 2002 | Саймон Джордж               | Университет штата Калифорния                    |
| 2001 | Салли Уоткинс               | Университет штата Колорадо в Пуэбло             |
| 2000 | Томас Россинг               | Университет Северного Иллинойса                 |
| 1999 | Алан ван Гойвелен           | Университет штата Огайо                         |
| 1998 | Эдвард Редиш                | Мэрилендский университет в Колледж-Парке        |
| 1997 | Дэвид Гриффитс              | Ридский колледж                                 |
| 1996 | Присцилла Лоус              | Диксонский колледж                              |
| 1995 | Дин Золлман                 | Университет штата Канзас                        |
| 1994 | Фредерик Рейф               | Университет Карнеги — Меллона                   |
| 1993 | Джеймс Минстрелл            | Старшая школа Мерсер-Айленда                    |
| 1992 | Роберт Фуллер               | Университет Небраски в Линкольне                |
| 1991 | Дон Герберт                 | Компания «Мистер Визард студиос»                |
| 1990 | Лилиан Мак-Дермотт          | Вашингтонский университет                       |
| 1989 | Питер Линденфельд           | Рутгерский университет                          |
| 1988 | Роберт Гринлер              | Университет Висконсина в Милуоки                |
| 1987 | Дональд Айви                | Торонтский университет                          |
| 1986 | Марио Айона                 | Денверский университет                          |
| 1985 | Джеймс Гергарт              | Вашингтонский университет                       |
| 1984 | Эрл Цвикер                  | Иллинойский технологический институт            |
| 1983 | Геральд Вилер               | Университет штата Монтана                       |
| 1982 | Пол Хьюитт                  | Городской колледж Сан-Франциско                 |
| 1981 | Альберт Бартлетт            | Колорадский университет в Боулдере              |
| 1980 | Томас Майнер                | Высшая школа в Гарден-Сити                      |
| 1979 | Александер Каландра         | Вашингтонский университет                       |
| 1978 | Альфред Борк                | Калифорнийский университет в Ирвайне            |
| 1977 | Лютер Эндрюс                | Университет штата Нью-Йорк в Олбани             |
| 1976 | Тунг Гон Джеонг             | Лейк-Форестский колледж                         |
| 1975 | Гарольд Доу                 | Университет штата Нью-Мексико                   |
| 1974 | Гаральд Дженсен             | Лейк-Форестский колледж                         |
| 1973 | Фрэнк Оппенгеймер           | Эксплораториум                                  |
| 1972 | Арнольд Штрассенбург        | Университет штата Нью-Йорк в Стони-Брук         |
| 1971 | Гарри Майнерс               | Политехнический институт Ренсселара             |
| 1970 | Франклин Миллер (младший)   | Кеньйонский колледж                             |
| 1969 | Джон Фаулер                 | Мерилендский университет (Колледж-Парк)         |
| 1968 | Алан Голден                 | Bell Labs                                       |
| 1967 | Джеральд Холтон             | Гарвардский университет                         |
| 1966 | Алан Портис                 | Университет Калифорнии в Беркли                 |
| 1965 | Джон Кинг                   | Массачусетский технологический институт         |
| 1964 | Виктор Негер                | Калифорнийский технологический институт         |
| 1962 | Пол Клопстег                | Северо-Западный университет                     |